# Gianfranco Rezzadore
Gianfranco Rezzadore (Cortina d'Ampezzo, 6 novembre 1959) è un bobbista italiano, atleta ampezzano attivo negli anni ottanta. Con la nazionale italiana di bob ottenne diversi piazzamenti in coppa del mondo e nei campionati europei. Vinse una medaglia di bronzo nei campionati europei juniores di bob a due. Attualmente è il presidente del Bob Club Cortina.